# ハッピーホテル
ハッピーホテル(HAPPY HOTEL)とは、1997年11月27日に東北新社より発売されたPlayStation用ホテル経営シミュレーションゲーム。制作は東映ビデオ、東北新社。

## ストーリー
日本で暮らすあなたのもとに『あなたのお祖父様の経営していたハッピーホテルが、解体されようとしている。』と書かれた手紙と上海行きのチケットが入った一通のエアメールが届いた。上海にたどり着くとそこで目にしたものは。解体され崩れ落ちるハッピーホテルの姿であった。その跡地の前で手紙の差し出し主であり、祖父亡き後ハッピーホテルの経営を受け継いでいた陳雲珍と出会い「一足遅かったものの、このホテルの土地と祖父の形見である幻の宝石『宝仙珠』を元手にハッピーホテルの再建をお願いしたい」と告げられ、世界一のハッピーホテルを目指すことになる。

## 基本ルール
- ゲーム内の時間は一年を春夏秋冬4つの季節にわけ、それぞれ季節が6日で成り立っている。時間の流れ方は「速」「普」「遅」と超高速の「はやぶさモード」に切り替えられる。「はやぶさモード」中は時間が流れるだけで操作することは出来ない。

- フロントやレストランなどの各種施設やハウスキーパー、ベルドアといった客室関連の役職にそれぞれ専属のマネージャーを任命をする必要があり、マネージャーの特質と仕事内容が不適切だとその施設の稼働率は落ちる。

- 客室の収容人数や特定の施設（CSPセンターや地下鉄連絡口など）の設置など条件が揃えば国際ホテル協会の認定によりホテルがランクアップし、ホテルの別館が増設されたり設置可能の施設が増える。また、ホテルのランクアップに伴い上海の街も発展していく。

- 上海の街では住人と会話、銀行（三和銀行）やクレジット会社で融資の請求、保険会社（東京海上）で保険の加入、質屋での「宝仙珠」の質入などが出来る。ホテルがランクアップするごとに発展をし、新たな建物や住人が増えていく。

- ハッピーホテルの目的はホテルを五つ星にして、WPO事務所で認定を受け最終目標を誘致することであり、最終目標を実施するとゲームクリアとなる。一方、赤字の状態を一季維持し続けるとゲームオーバーとなる。

## 登場人物
あなた（支配人）
プレイヤーの分身となる人物で、ハッピーホテルの創業者、喜重を祖父に持つ日本人。なお、結婚相手を選ぶイベントにおいて誰を選ぶかによってその性別が決定する。
陳雲珍
喜重亡き後ハッピーホテルの経営を受け継いだが、経営がうまくいかず閉鎖させてしまう。支配人室にある電話から連絡がとれ、経営のアドバイスをしてくれる。
緑幸蘭
支配人の秘書。支配人室にいて様々なアドバイスをくれる。
葉
ハッピーホテルを設計する建築家候補の一人。自然の中で建築を学び、ワールドナチュラル建築賞を受賞している。自然なイメージを大切にしたホテルを設計してくれる。
李レオン
ハッピーホテルを設計する建築家候補の一人。フランス人と中国人のハーフで、欧州でロココ調のホテルを建てている。歴史を感じるクラシカルスタイルのホテルを設計してくれる。
王
ハッピーホテルを設計する建築家候補の一人。駆け出しの建築家で、モンゴルを始めアジアの中でホテルを勉強してきた。アジア大陸をイメージするホテルを設計してくれる。（以前はバグにより「ブーさんの茶畑」が存在せず、選べないといわれていた。しかし「ブーさんの茶畑」は「ブーさんの家」からは離れるものの4分割画面の左上・画面中央あたりに確かに存在し、選ぶことができる。）
その他、多くのホテルスタッフや上海の街の住人が登場する。

## 施設
客室
ゲストが泊まるホテルの根幹となる施設。シングル、ツイン、ファミリー、スイートの4種類から成り、さらにそれぞれノーマル、ラブリー、ビジネス、スペシャルの4種類に分類され計16種類の部屋が用意されている。スイートのゲストは車で来場するため駐車場が必須となる。
レストラン
広東料理店、四川料理店、ショーレストラン、日本料理店など様々な種類がある。衛生管理が行き届かないと食中毒が発生する。
テナント
テナントスペースを設置し、募集広告を実施することでテナントが入店する。テナントは直接経営するのではなく、毎季賃貸料が入る。
宴会場
バンケット企画室と共に設置し、マネージャーを配置することで毎季バンケット企画が立てられる。支配人は企画の細かい内容（立食、席食の選択など）や料金を設定できる。
ホテル施設
コンシェルジュやホスピタル、駐車場など利益は生まないがホテルに不可欠な施設。設置がランクアップの条件であることが多い。

## 特別協力
以下の4社はゲーム内に実名で登場し、説明書などにも特別協力として名を連ねている。モノレールや地下鉄の駅の看板などでもその名を見ることが出来る。
三和銀行
上海の街に銀行を構えており、土地を担保に融資してくれる。
CSPセントラル警備保障
ホテル施設として「CSPセンター」が登場する。また特別警備室にも同社のロゴが入っている。
東京海上
上海の街に事務所を構えており、火災保険や食中毒保険などに加入できる。
NTT DoCoMo
上海の街に店舗を構えている。支配人が呼び出しなどに使っているポケベルは同社製である。

## 評価
電撃PlayStationDPSソフトレビューでは70、55の125点。レビュアーはツボにハマると楽しいが粗いグラフィックを始め不親切な操作周り、気の利かないアドバイス、飲み込みにくい舞台と時代性、たびたびあるアクセスなどいくつも難点がみられ、少しナチュラルな方向に手直しですればシステムがやや難しくても良くなったかもしれない通好みで惜しいゲームで、イベントは豊富でドラマ的な展開には引き込まれるとした者とドラマ性があまりないとした者で分かれた。